# Létající třída
Létající třída (1933, německy Das fliegende Klassenzimmer) je vánoční povídka pro děti, kterou napsal německý spisovatel Erich Kästner a ilustroval Walter Trier.

## Obsah povídky
Hlavními hrdiny povídky jsou gymnazisté z chlapeckého internátu v městečku Kirchbergu, mezi nimi nenasytný silák Matyáš, malý a slabý Uli nebo trochu samotářský primus třídy Martin. Autor líčí jejich drobné příhody v období blížících se Vánoc, mezi které patří například pranice se studenty místní reálky nebo zkoušení vánoční studentské divadelní hry Létající třída, podle které se celá kniha jmenuje.
Chlapci mají velmi rádi obětavého a dobrého vychovatele a profesora Bökha s přezdívkou Justus (Spravedlivý) a také muže s přezdívkou Nekuřák podle toho, že bydlí ve vyřazeném železničním vagóně, ve kterém byla samá nekuřácká oddělení. Když zjistí, že jde o dlouho ztraceného přítele profesora Bökha, zorganizují jejich setkání. Nekuřák se ve skutečnosti jmenuje Uthofft a byl původně lékař. Teď žije v ústraní poté, co mu při porodu zemřela žena i dítě, a živí se hraním na klavír po restauracích. Profesor Bökh je šťasten, že přítele našel, a zajistí, že se Nekuřák může stát školním lékařem namísto odstupujícího starého zdravotního rady Hartwiga.
Představení Létající třídy v předvečer Štědrého dne mělo velký úspěch, jen Martin není ve své kůži. Nikdo netuší, že jeho rodiče jsou nyní natolik bez prostředků, že mu nemohou poslat peníze na cestu vlakem domů, takže bude muset strávit Vánoce v internátu. Druhý den většina chlapů odjíždí a Martin se schovává v parku. Tam ho objeví profesor Bökh a když zjistí, jaký má chlapec problém, peníze na cestu domů a zpátky do internátu mu daruje. Když se Martin nečekaně objeví doma, všichni spolu oslaví ty dosud nejkrásnější Vánoce.

## Filmové adaptace
- Das fliegende Klassenzimmer (1954, Létající třída), německý film, režie Kurt Hoffmann,
- Das fliegende Klassenzimmer (1973, Létající třída), německý film, režie Werner Jacobs,
- Das fliegende Klassenzimmer (2003, Létající třída), německý film, režie Tomy Wigand.

## Česká vydání
- Létající třída, Karel Synek, Praha 1935, přeložila Marta Třísková,
- Létající třída, SNDK, Praha 1961, přeložila Jitka Fučíková.